# Tunel trasy tramwajowej os. Lecha-Franowo

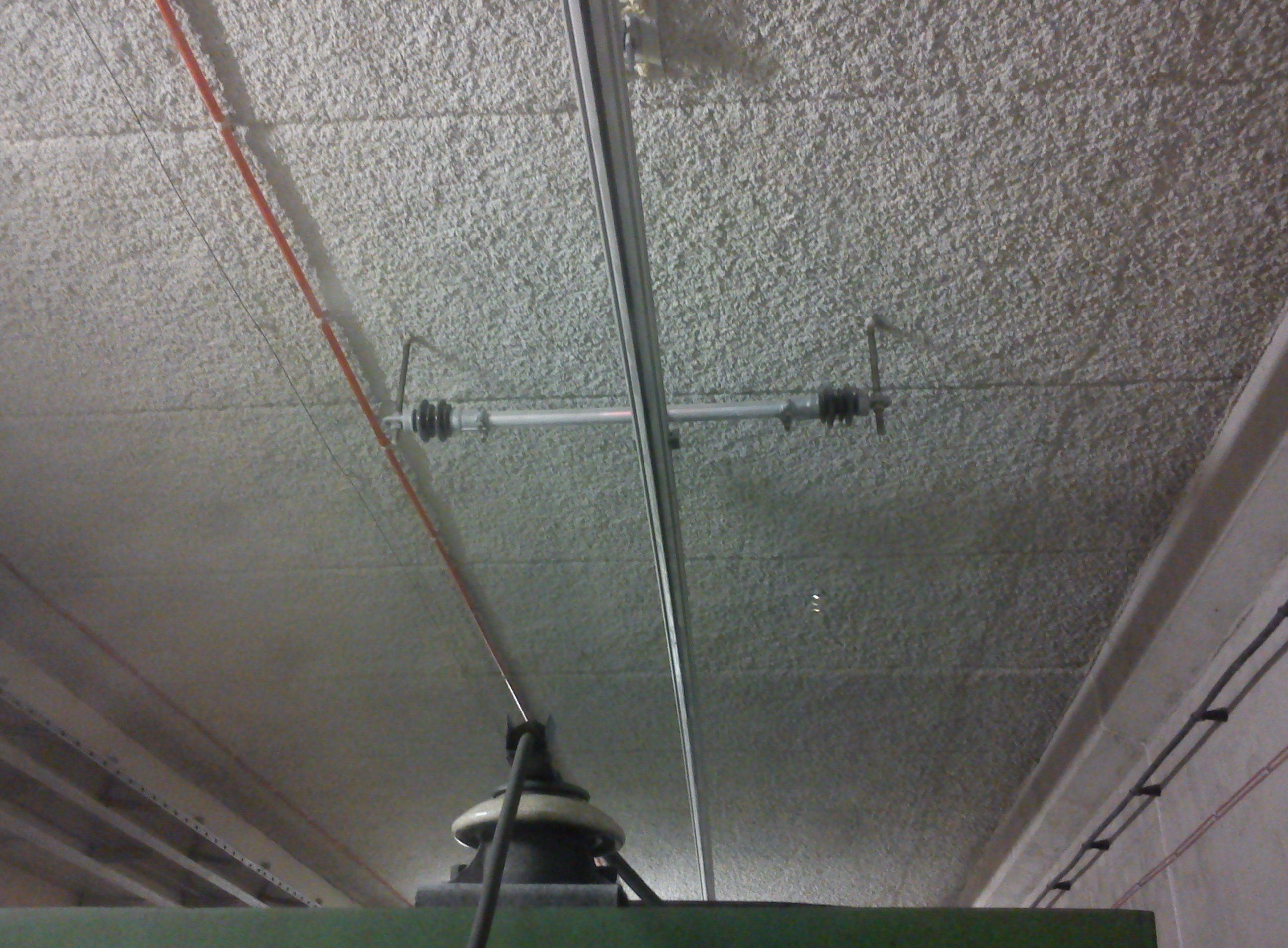
Sztywna sieć trakcyjna

Koncepcja szybkiego tramwaju w Poznaniu (1986)

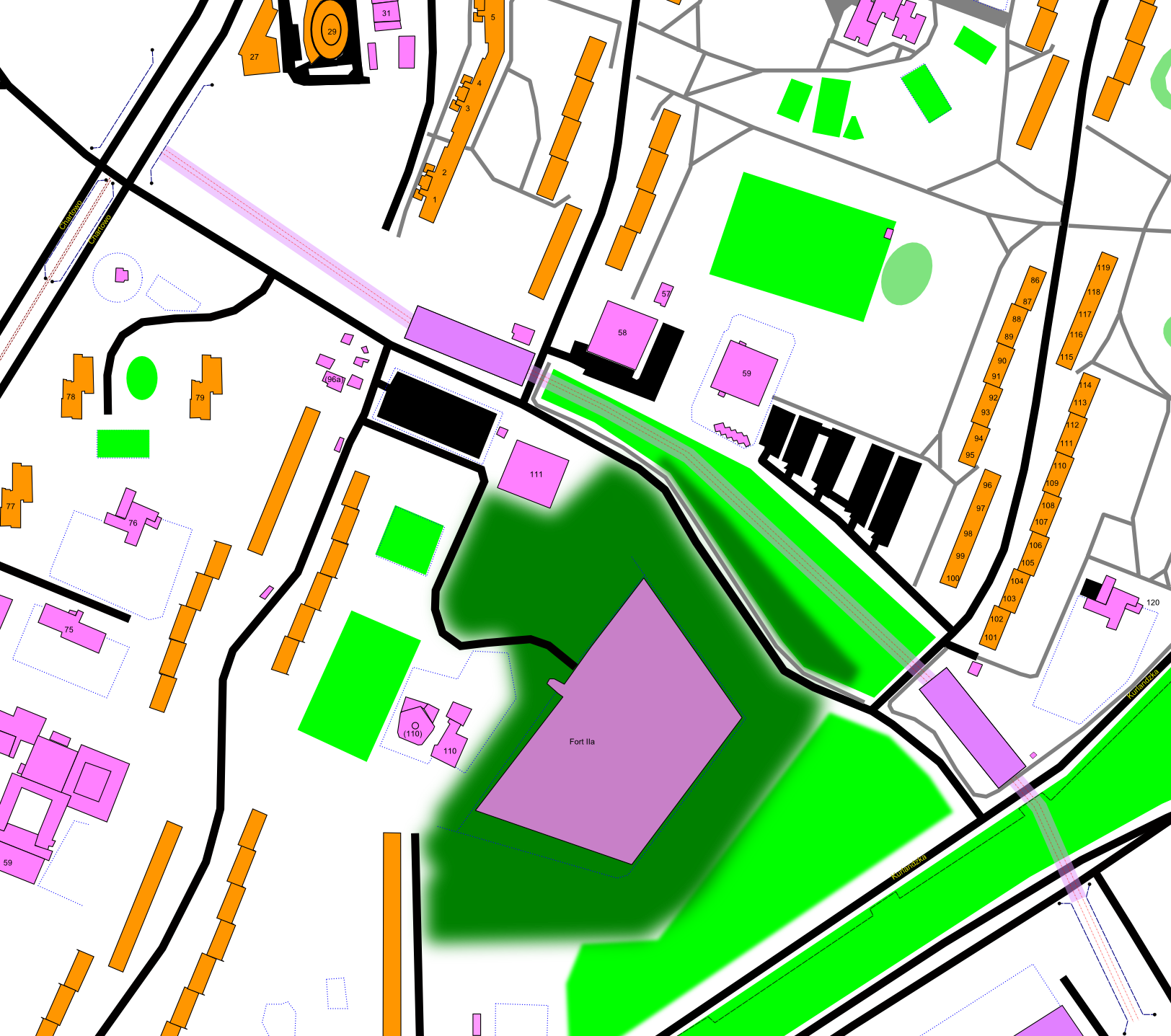
Tunel trasy tramwajowej na mapie Poznania. Na północy – os. Rusa, na południu os. Czecha

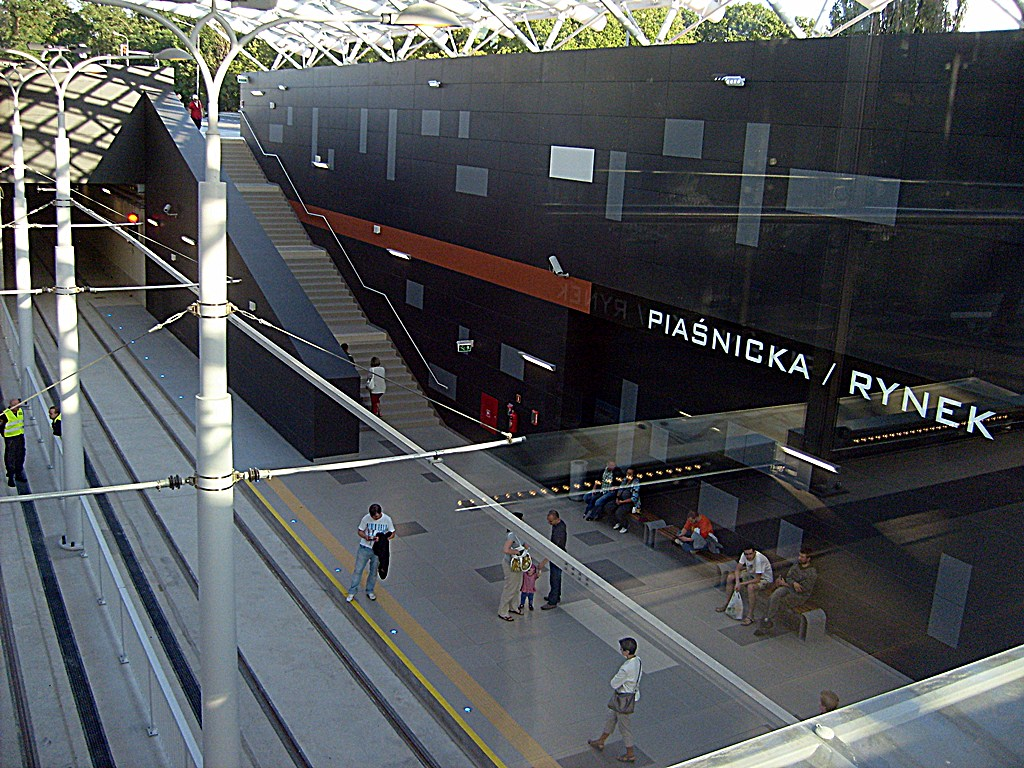
Przystanek Piaśnicka/Rynek

Tunel trasy tramwajowej os. Lecha–Franowo (także: Trasa na Franowo) – tunel tramwajowy w Poznaniu łączący okolice os. Lecha i os. Tysiąclecia (dawna pętla os. Lecha) z terenami za III ramą komunikacyjną na Franowie. Liczy 1067,2 m długości i jest drugim tego typu obiektem w kraju (po tunelu Krakowskiego Szybkiego Tramwaju), a jako jedyny w Polsce ma zainstalowaną sztywną sieć trakcyjną oraz największy w Polsce podziemny tramwajowy węzeł rozjazdowy.

## Historia
Plany budowy tunelu na Franowo powstały pod koniec lat 70. XX wieku. Nowo budowane osiedla na Ratajach obsługiwane były jedynie przez przeciążone linie autobusowe. Szybka, bezkolizyjna trasa tramwajowa (częściowo w tunelu) miała zapewnić należytą obsługę komunikacyjną. Lata 90. XX wieku, według planistów, miały należeć do Poznańskiego Szybkiego Tramwaju, czyli układu komunikacyjnego o kształcie krzyża łączącego Murowaną Goślinę (północ) z Luboniem (południe), oraz Franowo (wschód) z lotniskiem Ławica (zachód). Z tych planów zrealizowano jedynie odcinek od Mostu Teatralnego do os. Jana III Sobieskiego. Na Chartowie zarezerwowane zostały tereny pod budowę tunelu trasy szybkiego tramwaju, jednak przez kilkanaście lat projekt nie był realizowany. W 1980 Kronika Miasta Poznania informowała:

Nowa trasa tramwajowa o długości 3,5 km biegnąć będzie od ul. Zamenhofa przy skrzyżowaniu z ul. Kórnicką do Franowa. Przejścia dla pieszych i przejazdy zostaną zbudowane nad torowiskiem lub pod nim. Dzięki temu na tej bezkolizyjnej trasie można będzie wprowadzić szybki tramwaj. Wykorzystując konfigurację terenu między osiedlami Czecha i Rusa zaprojektowano tunel o długości 800 metrów dla tramwaju. Przy wejściach do tunelu usytuowano w podziemiu przystanki, a górna
płyta służyć będzie jako parking.

Powyższe plany zrealizowano w zakresie odcinka ul. Kórnicka – os. Lecha (na trasie występowały skrzyżowania kolizyjne z ul. Katowicką, bocznicą kolejową oraz kilka przejść dla pieszych), a oddając ten odcinek w 1979 zaznaczano, że jest on fragmentem trasy, która docelowo ma być doprowadzona do Franowa. Ponowne działania w celu wybudowania tunelu podjęte zostały w momencie gdy Poznań został jednym z miast-organizatorów Euro 2012.

## Budowa
Tunel został wybudowany w ramach budowy trasy tramwajowej na Franowo, jako jeden z projektów na Euro 2012 w Poznaniu. Umowa z projektantem została zawarta 13 października 2009, decyzja o ustaleniu lokalizacji przedsięwzięcia Euro 2012 została wydana 17 czerwca 2010. Pozwolenie na budowę uzyskane zostało 9 listopada 2010. Umowę z Generalnym Wykonawcą zawarto 21 marca 2011, pierwsze prace rozpoczęto 4 kwietnia 2011.
Podczas budowy tunelu wywiezione zostało ok. 100 000 m³ ziemi (ok. 7000 ciężarówek). Rozebrano wiadukt w ciągu ul. Chartowo, a w jego miejscu został wybudowany nowy, będący częścią tunelu. Ze względu na kolizje przełożone zostały magistrale wodociągowe w rejonie ul. Szwedzkiej i Chartowo, gazowe przy przystanku Piaśnicka/Rynek i ul. Szwedzkiej, ciepłownicze przy ul. Kurlandzkiej, elektroenergetyczne w 20 miejscach i teletechniczne.
Trasa wraz z tunelem uzyskała warunkowe pozwolenie na użytkowanie 27 lipca 2012. 11 sierpnia 2012 o 17:00 odbyła się uroczystość otwarcia tunelu oraz całej trasy.
Inwestorem było Miasto Poznań, reprezentowane przez Zarząd Transportu Miejskiego (inwestor zastępczy: Infrastruktura Euro Poznań 2012 Sp. z o.o.). Część środków na budowę trasy i tunelu pochodziło z funduszy Unii Europejskiej w ramach Wielkopolskiego Regionalnego Programu Operacyjnego.

### Kontrowersje
Budowa i eksploatacja tunelu trasy na Franowo wzbudzała kontrowersje. Wiadukt w ciągu ulicy Chartowo (część tunelu) miał zostać oddany z końcem października 2011, a oddanie do użytku całej trasy planowane było przed rozpoczęciem się Euro 2012 w Poznaniu. Całość uzyskała warunkowe pozwolenie na użytkowanie 27 lipca 2012 (miesiąc po Euro 2012 w Poznaniu).
Podczas budowy niezgodnie z projektem został przestawiony płot. Kotwy podtrzymujące ogrodzenie przebiły kabel energetyczny, wskutek czego część metalowego ogrodzenia znajdowała się pod napięciem. Do interwencji została wezwana straż pożarna. Jeden ze strażaków został śmiertelnie rażony prądem w momencie złapania jednocześnie części ogrodzenia pod napięciem i ogrodzenia uziemionego.
Wątpliwości wśród pracowników straży pożarnej wzbudzały czujniki dymu (Vesda) i temperatury (DST). Czujniki dymu były zbyt czułe, powstała także wątpliwość czy mogą być instalowane w budowlach (certyfikat odnosił się do angielskiego słowa building – budynek, które według producenta oznacza także budowlę). Czujniki temperatury miały nie posiadać wymaganych certyfikatów z uwagi na nieukończone badania. Poza tym strażacy mieli dodatkowo ponad 50 uwag.
Wśród innych błędów przy projektowaniu i budowie tunelu wskazywane są m.in. brak biletomatów i punktów sprzedaży biletów, śliskie płytki na schodach, skomplikowane i kosztowne odśnieżanie dachu przystanku, zepsute windy, woda przeciekająca do tunelu i gromadząca się w szybach wind, brud na przystankach.

## Dane techniczne
Tunel składa się z 2 komór dla każdego z 2 kierunków ruchu. Pomiędzy komorami na całej długości tunelu są zainstalowane przejścia umożliwiające komunikację między komorami, np. w celu ewakuacji. Tunel wyposażony jest w system kanalizacji grawitacyjnej oraz wentylacji wymuszonej i oddymiania. W miejscach skrzyżowań tunelu z ciągami komunikacyjnymi (dojazdy do osiedli, ulica Chartowo, Kurlandzka, Szwedzka – część planowanej III ramy komunikacyjnej) wybudowane są jezdnie umożliwiające bezkolizyjną komunikację nad tunelem. Całość inwestycji przykryta jest ziemią, na której posadzona jest niska roślinność.
Parametry tunelu
- długość: 1067,2 m
  - w tym odcinek wyjazdowy: 186,0 m
- szerokość każdej z komór (w świetle): 5,2 m
- wysokość (w świetle): 5,0 m
- długość pojedynczego toru tramwajowego: 2 510,0 m
- konstrukcja nośna: technologia ścian szczelinowych

Instalacje
- trakcja tramwajowa wraz z kablami zasilającymi
- sieć nn (oświetlenie, zasilanie pomieszczeń technicznych)
- system sterowania sygnalizacją świetlną
- monitoring, instalacje alarmowe
- systemy przeciwpożarowe
- łączność przewodowa i bezprzewodowa

## Przystanki

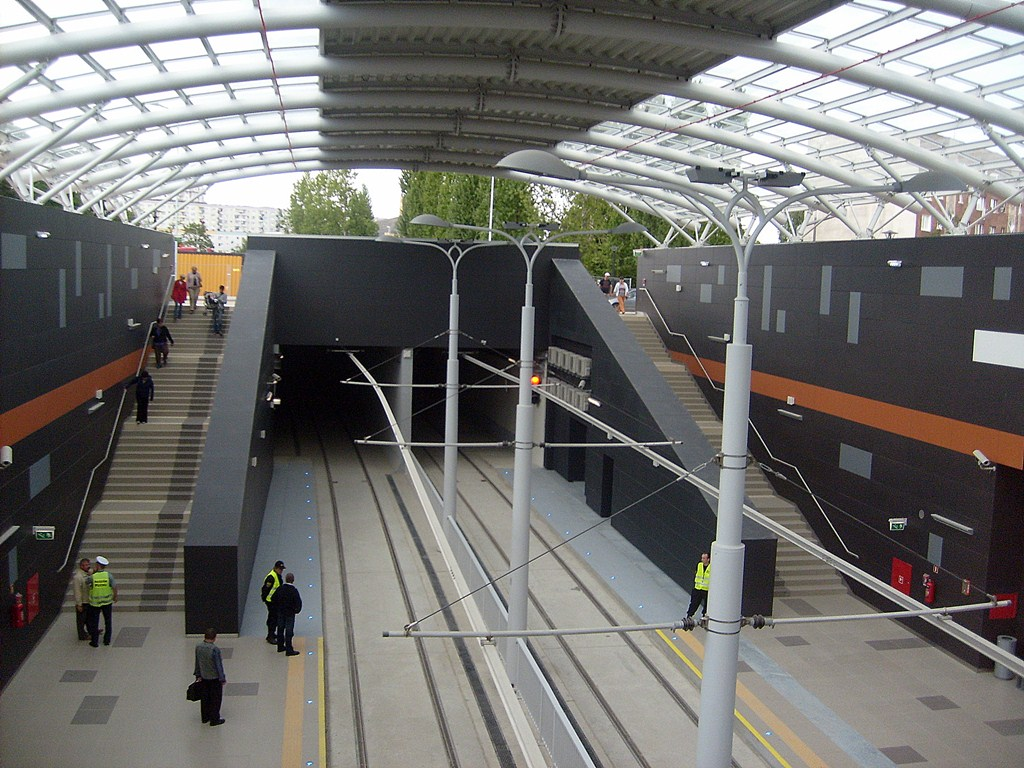
Przystanek Piaśnicka/Kurlandzka

W tunelu wybudowane są dwa podziemne zadaszone dwukierunkowe przystanki tramwajowe: Piaśnicka/Rynek i Piaśnicka/Kurlandzka. Przystanek Piaśnicka/Rynek jest wyposażony w rozdzielnię i stację transformatorową, sterownię wentylatorów, pomieszczenia systemów teletechnicznych, pomieszczenia techniczne oraz stanowisko dowodzenia. Przystanek Piaśnicka/Kurlandzka posiada stanowisko dowodzenia i pomieszczenia techniczne. Każdy z przystanków posiada schody umożliwiające dojście na peron z dwóch krańców oraz windę (po 1 na peron). Przez środek przystanku, nad peronami i pod zadaszeniem, biegnie kładka. Na przystankach w kierunku centrum umieszczone są automaty biletowe.
Parametry przystanków
- długość peronu: 45,0 m
- szerokość użytkowa peronu: 5,7 m
- wymiary gabarytowe: 85,3 × 25,52 m